# Abdoulaye Touré (football)
Pour les articles homonymes, voir Abdoulaye Touré.
Abdoulaye Touré, né le 3 mars 1994 à Nantes, est un footballeur international guinéen évoluant au poste de milieu défensif au Havre AC.

## Biographie

### Carrière en club

#### FC Nantes (2013-2021)
Abdoulaye Touré est né le 3 mars 1994 à Nantes, de parents guinéens originaires de Touba, dans la région de Boké. 
Il grandit dans le quartier de Malakoff. Repéré par le FC Nantes alors qu'il n'a que 12 ans, Abdoulaye Touré intègre le centre de formation nantais.
Après avoir signé son premier contrat professionnel, il fait ses débuts en Ligue 1 à l'occasion d'un match contre le SC Bastia, le 10 août 2013. Ces débuts ont un goût amer, car, en raison d'une suspension avec la réserve du FC Nantes en fin de saison précédente, il n'était pas qualifié pour ce match, ce qui conduit son équipe à le perdre sur tapis vert.
En juin 2017, il prolonge son contrat jusqu'en 2022 en faveur du FC Nantes. À la suite de l'arrivée de Claudio Ranieri sur le banc des Canaris, Abdoulaye Touré va enfin avoir l'occasion de s'imposer dans le onze du FC Nantes. Rapidement, il séduit par sa qualité technique et est d'ailleurs comparé à son cousin Yaya Touré, ce qui lui vaut deux titres de meilleur canari du mois, en septembre et en octobre. À l'issue de sa première saison pleine, il est élu canari de la saison, devançant Emiliano Sala, Valentin Rongier, Ciprian Tătărușanu et Diego Carlos. La saison 2018-2019 est la saison de la confirmation pour Touré, qui dispute 34 matchs de Ligue 1 et inscrit 3 buts. Titulaire avec son club, il réalise à nouveau deux années pleines lors des saisons 2019-2020 et 2020-2021. N'entrant pas dans les plans d'Antoine Kombouaré, il quitte son club formateur en août 2021. 

#### Genoa CFC (2021-2023)
Le 30 août 2021, il signe un contrat de 4 ans en faveur du Genoa CFC. Après seulement huit matchs disputés en Serie A à la mi-saison, Touré est prêté en Turquie, au Fatih Karagümrük SK. Revenu au Genoa à la fin de la saison, il ne joue que trois rencontres de Serie B et est libéré par son club en juillet 2023. 

#### Le Havre AC (depuis 2023)
Le 26 juillet 2023, il s'engage pour deux saisons avec Le Havre AC, promu en Ligue 1. Il s'impose très rapidement comme titulaire au sein du système de Luka Elsner, où il est régulièrement aligné aux côtés de Yassine Kechta, Oussama Targhalline ou Daler Kouziaïev. Il joue trente matchs et inscrit deux buts sur penalty, dont un crucial au Parc des Princes, d'où Le Havre ramène un point avant de quasi assurer son maintien lors du match suivant face au RC Strasbourg. 
Abdoulaye Touré réalise une saison 2024-2025 remarquable avec son club, où il s’impose comme un leader sur le terrain, portant régulièrement le brassard de capitaine en raison des blessures récurrentes d'Arouna Sangante. En 28 matchs de Ligue 1, il inscrit 10 buts dont huit sur penalty (troisième meilleur total en Europe derrière Kane et Salah) et termine meilleur buteur du club. Lors de la dernière journée de championnat, Touré inscrit deux penalties dont une panenka à la 99e minute permettant au Havre de se maintenir en Ligue 1.

### Carrière en sélection

#### Equipe de France jeunes
Abdoulaye Touré reçoit une sélection en équipe de France des moins de 16 ans, trois avec les moins de 17 ans, cinq avec les moins de 18 ans, et enfin trois chez les moins de 20 ans.
Il participe au championnat d'Europe des moins de 17 ans en 2011, disputant un match contre la Serbie. Il inscrit un but dans la catégorie des moins de 18 ans.

#### Equipe de Guinée
Le 2 octobre 2023, il est convoqué pour la première fois avec l'équipe de Guinée de football pour prendre part à des matchs amicaux face à la Guinée-Bissau et le Gabon.
Le 23 décembre 2023, il est retenu dans la liste des vingt-cinq joueurs guinéens sélectionnés par Kaba Diawara pour disputer la Coupe d'Afrique des nations 2023.

## Statistiques
| Saison                | Club                       | Championnat           | Championnat | Championnat | Championnat | Coupe nationale | Coupe nationale | Coupe nationale | Coupe de la Ligue | Coupe de la Ligue | Coupe de la Ligue | Total | Total | Total |
| Saison                | Club                       | Division              | M.          | B.          | P.d.        | M.              | B.              | P.d.            | M.                | B.                | P.d.              | M.    | B.    | P.d.  |
| 2012-2013             | FC Nantes                  | Ligue 2               | 1           | 0           | 0           | -               | -               | -               | -                 | -                 | -                 | 1     | 0     | 0     |
| 2013-2014             | FC Nantes                  | Ligue 1               | 1           | 0           | 0           | -               | -               | -               | -                 | -                 | -                 | 1     | 0     | 0     |
| 2014-2015             | FC Nantes                  | Ligue 1               | -           | -           | -           | -               | -               | -               | -                 | -                 | -                 | 0     | 0     | 0     |
| 2015-2016             | FC Nantes                  | Ligue 1               | 4           | 0           | 0           | 1               | 0               | 0               | -                 | -                 | -                 | 5     | 0     | 0     |
| 2016-2017             | FC Nantes                  | Ligue 1               | 12          | 0           | 0           | 2               | 0               | 0               | 2                 | 0                 | 0                 | 16    | 0     | 0     |
| 2017-2018             | FC Nantes                  | Ligue 1               | 36          | 1           | 2           | 2               | 0               | 0               | -                 | -                 | -                 | 38    | 1     | 2     |
| 2018-2019             | FC Nantes                  | Ligue 1               | 34          | 3           | 4           | 5               | 0               | 0               | 2                 | 0                 | 0                 | 41    | 3     | 4     |
| 2019-2020             | FC Nantes                  | Ligue 1               | 27          | 3           | 0           | 2               | 0               | 1               | 1                 | 0                 | 1                 | 30    | 3     | 2     |
| 2020-2021             | FC Nantes                  | Ligue 1               | 29          | 2           | 2           | 1               | 0               | 0               | -                 | -                 | -                 | 30    | 2     | 2     |
| Sous-total            | Sous-total                 | Sous-total            | 144         | 9           | 8           | 13              | 0               | 1               | 5                 | 0                 | 1                 | 162   | 9     | 10    |
| 2014-2015             | Le Poiré-Sur-Vie VF (prêt) | National              | 11          | 1           | 0           | 1               | 0               | 0               | -                 | -                 | -                 | 12    | 1     | 0     |
| 2021-2022             | Genoa CFC                  | Serie A               | 8           | 0           | 0           | 1               | 0               | 0               | -                 | -                 | -                 | 9     | 0     | 0     |
| 2022-2023             | Genoa CFC                  | Serie B               | 3           | 0           | 0           | 1               | 0               | 0               | -                 | -                 | -                 | 4     | 0     | 0     |
| Sous-total            | Sous-total                 | Sous-total            | 11          | 0           | 0           | 2               | 0               | 0               | -                 | -                 | -                 | 13    | 0     | 0     |
| 2021-2022             | Fatih Karagümrük SK (prêt) | Süper Lig             | 10          | 0           | 1           | 2               | 0               | 0               | -                 | -                 | -                 | 12    | 0     | 1     |
| 2023-2024             | Le Havre AC                | Ligue 1               | 30          | 2           | 0           | -               | -               | -               | -                 | -                 | -                 | 30    | 2     | 0     |
| 2024-2025             | Le Havre AC                | Ligue 1               | 28          | 10          | 1           | -               | -               | -               | -                 | -                 | -                 | 28    | 10    | 1     |
| Sous-total            | Sous-total                 | Sous-total            | 58          | 12          | 1           | -               | -               | -               | -                 | -                 | -                 | 58    | 12    | 1     |
| Total sur la carrière | Total sur la carrière      | Total sur la carrière | 234         | 22          | 10          | 18              | 0               | 1               | 5                 | 0                 | 1                 | 257   | 22    | 12    |

### En sélection nationale
| Saison                | Sélection             | Phases finales        | Phases finales | Phases finales | Phases finales | Éliminatoires | Éliminatoires | Éliminatoires | Matchs amicaux | Matchs amicaux | Matchs amicaux | Total | Total | Total |
| Saison                | Sélection             | Compétition           | M              | B              | Pd             | M             | B             | Pd            | M              | B              | Pd             | M     | B     | Pd    |
| --------------------- | --------------------- | --------------------- | -------------- | -------------- | -------------- | ------------- | ------------- | ------------- | -------------- | -------------- | -------------- | ----- | ----- | ----- |
| 2023-2024             | Guinée                | CAN 2024              | 2              | 0              | 0              | 4             | 0             | 0             | 2              | 0              | 0              | 8     | 0     | 0     |
| 2024-2025             | Guinée                | -                     | -              | -              | -              | 8             | 1             | 0             | -              | -              | -              | 8     | 1     | 0     |
| Total sur la carrière | Total sur la carrière | Total sur la carrière | 2              | 0              | 0              | 12            | 1             | 0             | 2              | 0              | 0              | 16    | 1     | 0     |

## Distinctions individuelles
- 2025 : Nommé pour le Prix Marc-Vivien Foé 2025[20].